# 新聖女修道院

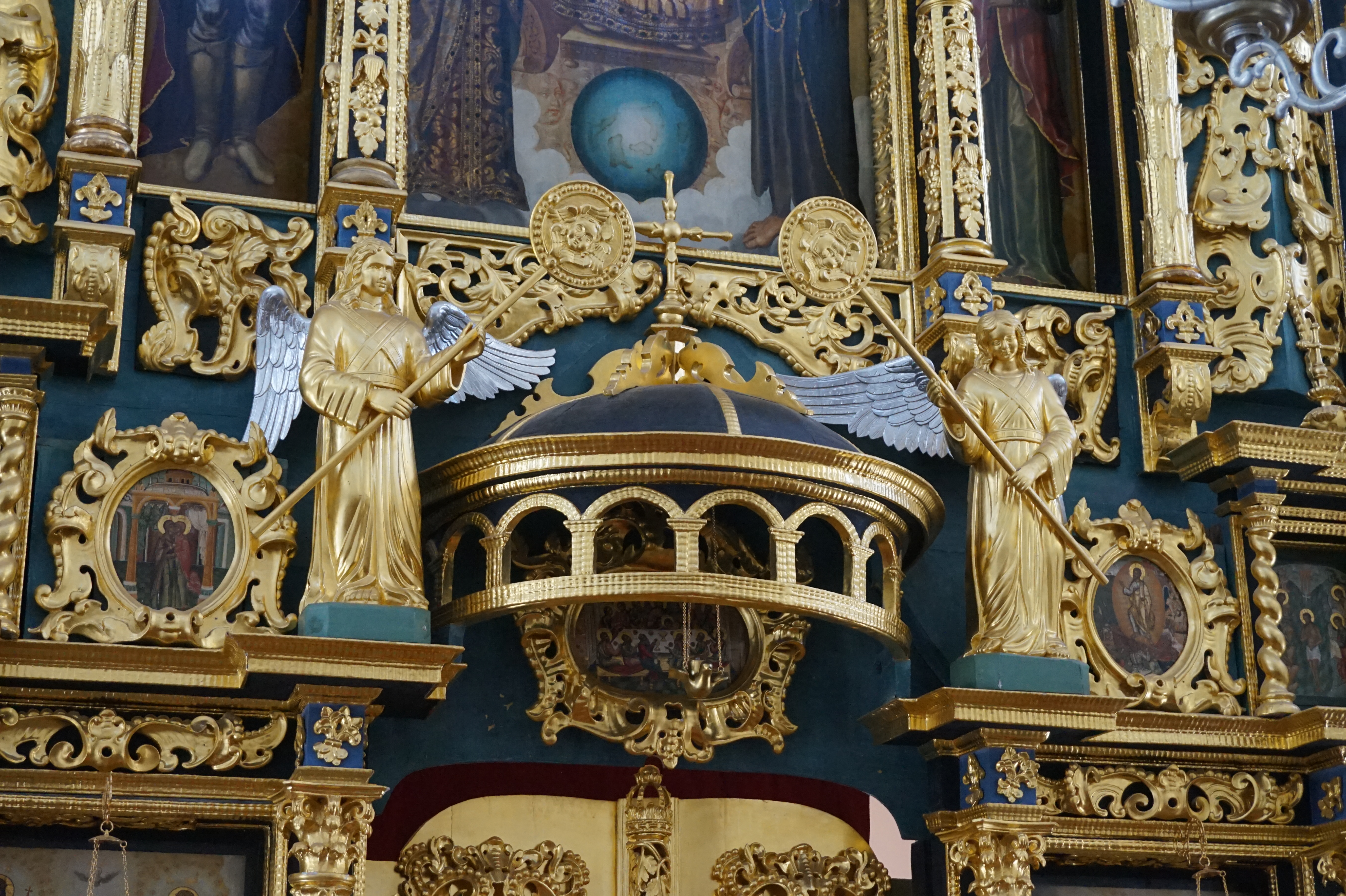
修道院内细节

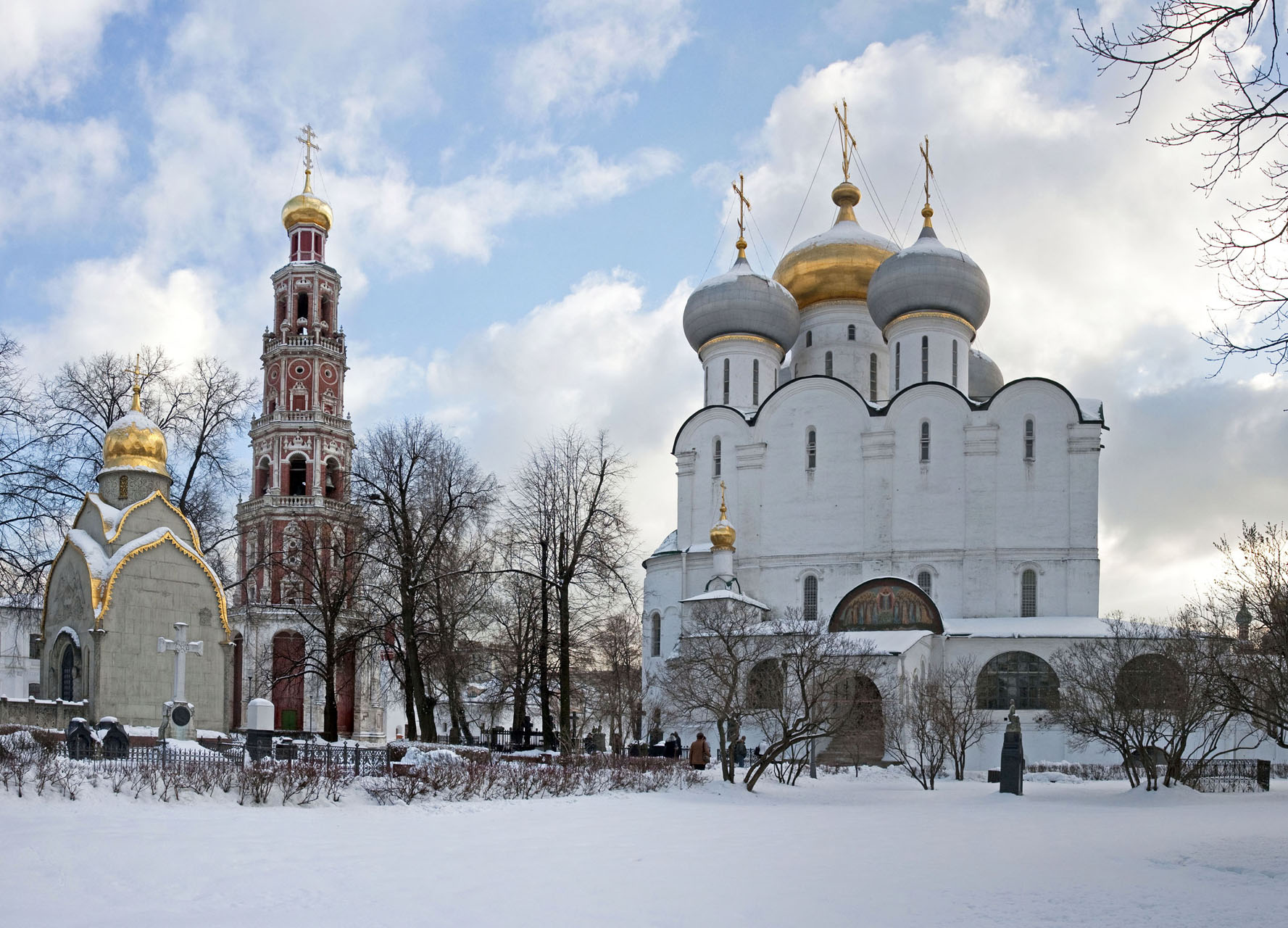
新圣女修道院景色

新聖女修道院（俄语：Новоде́вичий монасты́рь）是位於俄羅斯首都莫斯科的一座東正教的女子修道院，2004年被聯合國教科文組織列入世界文化遺產。修道院創建於1524年。修道院在歷史上曾經歷過多次戰爭。1922年，苏俄政府決定關閉修道院，將其改為女性解放博物館。後又改為國立歷史博物館，修道院內的很多建築物則改為公寓。1943年，又在修道院內開設了莫斯科神學學校。蘇聯解體之後，這裡又重新有修女生活。